# William H. Turner
 (mai 2025).
Si vous disposez d'ouvrages ou d'articles de référence ou si vous connaissez des sites web de qualité traitant du thème abordé ici, merci de compléter l'article en donnant les références utiles à sa vérifiabilité et en les liant à la section « Notes et références ».
Pour les articles homonymes, voir Turner.
William H. Turner est un acteur irlandais du cinéma américain, né le 21 octobre 1861 dans le Comté de Cork (Irlande), et mort le 27 septembre 1942 à Philadelphie (Pennsylvanie, États-Unis).

## Filmographie
- 1913 : Traffic in Souls de George Loane Tucker
- 1914 : The Best Man (it) d'Arthur Hotaling
- 1914 : The Root of Evil (it)
- 1914 : The Daughters of Men (en) de George Terwilliger
- 1914 : Little Breeches (it) de Clay M. Greene (en)
- 1914 : The Gamblers (it) de George Terwilliger
- 1914 : The Trunk Mystery de Joseph W. Smiley
- 1914 : The Changeling (it) de George Terwilliger
- 1914 : The House of Darkness (it) de Shannon Fife
- 1914 : The Living Fear de Joseph W. Smiley
- 1914 : The Better Man de Joseph W. Smiley
- 1915 : It All Depends (it) de Barry O'Neil (en)
- 1915 : The Millinery Man (it) de Joseph Kaufman
- 1915 : Mazie Puts One Over de Joseph Kaufman
- 1915 : Here Comes the Bride (it) de Joseph Kaufman
- 1915 : The Thief in the Night (it) de George Terwilliger
- 1915 : The Road o'Strife (pt) de Howell Hansel (en) & John Ince
- 1915 : Capturing the Cook de Joseph Kaufman
- 1915 : Just Look at Jake (it) de Joseph Kaufman
- 1915 : The Darkness Before Dawn (it) de Joseph Kaufman
- 1915 : The Path to the Rainbow de Joseph W. Smiley
- 1915 : Money! Money! Money! (it) de Joseph Kaufman
- 1915 : The Climbers (en) de Barry O'Neil (en)
- 1915 : The Witness (it) de Barry O'Neil (en)
- 1915 : It Was to Be (it) de Joseph Kaufman
- 1915 : The Phantom Happiness (it) de George Terwilliger
- 1915 : Romance as a Remedy (it) de Joseph W. Smiley
- 1915 : The Great Ruby (en) de Barry O'Neil (en)
- 1915 : A Heart Awakened (it) de George Terwilliger
- 1915 : Voices from the Past de Joseph W. Smiley
- 1915 : Rhoda's Burglar
- 1915 : In Love's Own Way de John Ince
- 1915 : The Nation's Peril (it) de George Terwilliger
- 1915 : The Meddlesome Darling (it) de Joseph W. Smiley
- 1915 : Which Is Which? (it) d'Edwin McKim (en)
- 1915 : A Man's Making de Jack Pratt (en)
- 1915 : A Thief in the Night (it)
- 1916 : The City of Failing Light (en) de George Terwilliger
- 1916 : The Evangelist (en) de Barry O'Neil (en)
- 1916 : The Gods of Fate (it) de Jack Pratt (en)
- 1916 : The Last Shot (it) de George Terwilliger
- 1916 : Her Bleeding Heart (en) de Jack Pratt (en)
- 1916 : Hamlet Made Over d'Earl Metcalfe
- 1916 : Some Boxer d'Earl Metcalfe
- 1916 : Love's Toll de Jack Pratt (en)
- 1916 : Expiation de George Terwilliger
- 1916 : Perils of Our Girl Reporters de George Terwilliger
- 1923 : Sourire d'enfant (The Darling of New York) de King Baggot
- 1924 : Sexes ennemis (en) (The Enemy Sex) de James Cruze
- 1924 : Fast and Fearless de Richard Thorpe
- 1925 : Le Monstre (The Monster) de Roland West
- 1925 : The Power God (pt) de Francis Ford et Ben F. Wilson
- 1925 : Pony Express (The Pony Express) de James Cruze
- 1926 : Three Pals (en) de Wilbur McGaugh (en) et Bruce M. Mitchell
- 1926 : La Terreur du Texas (The Texas Streak) de Lynn Reynolds
- 1929 : Erik le mystérieux (The Last Performance) de Paul Fejos
- 1932 : Aimez-moi ce soir (Love Me Tonight) de Rouben Mamoulian
- 1933 : Le Bagnard (en) (Laughter in Hell) d'Edward L. Cahn
- 1933 : Conseils aux coeurs brisés (en) (Advice to the Lovelorn) d'Alfred L. Werker
- 1935 : Furie noire (Black Fury) de Michael Curtiz
- 1936 : Fossettes (Dimples) de William A. Seiter